# Luke Vibert
Pour les articles homonymes, voir Vibert et Plug.
Luke Vibert (né le 26 janvier 1973 à Redruth) est un musicien, DJ, compositeur de musique électronique et réalisateur artistique anglais. Sa musique est apparentée aux genres IDM, drum and bass, trip hop, electronica et acid techno. Il a aussi sorti de nombreux albums, EP et singles sous différents pseudonymes, dont les plus connus sont Wagon Christ et Plug. Contrairement à la plupart de ses pairs, Vibert a fortement recours à la technique du sampling dans sa création musicale.

## Parcours
Luke Vibert grandit en Cornouailles et fréquente l'internat de Truro (en). Il fait ses premiers pas dans la musique dans plusieurs groupes de punk et de rap. À la fin des années 1980, il commence à composer des morceaux de musique électronique en solo. Il abandonne l'école à la fin de l'année 1990 et commence à travailler chez un disquaire. En 1993, Vibert et un de ses amis du lycée, Jeremy Simmonds, publient sur le label Rephlex l'album Weirs, qui attire l'attention du label Rising High Records (en). En raison de la popularité du style du début des années 1990, Rising High lui demande un album dans le style ambient, que Vibert sortira en 1994, Phat Lab Nightmare. Jusqu'en 1995, Vibert, qui utilise alors les pseudonymes Wagon Christ et Plug, publie ses premiers albums et maxis sur ce label.
Luke Vibert est prolifique et produit pour des labels tels que Warp Records, Planet Mu, Rephlex, Ninja Tune et Mo' Wax. Il travaille en collaboration avec des artistes tels qu'Aphex Twin, Squarepusher, Ceephax Acid Crew, B. J. Cole (en), Jean-Jacques Perrey ainsi que d'autres musiciens de la scène électronique anglaise. 
Vibert s'attache à ce que chacun de ses pseudonymes ait sa propre identité musicale. Dans une interview en 2015 pour Resident Advisor, il évoque ce qui constitue pour lui son apogée : « Cela dépend de mon humeur. Cela pourrait être Drum 'n' Bass for Papa (Plug) Tally Ho! (Wagin Christ) ou Big Soup (Luke Vibert), chez Mo' Wax. Je les ai tous composés plus ou moins au même moment, entre 1995 et 1997. À cette époque, j'ai atteint un stade au-delà duquel je n'ai pas vraiment réussi à aller ».

## Discographie

### Sous le pseudonyme Luke Vibert

#### Albums
- Weirs - (1993) - Rephlex Records—En collaboration avec Jeremy Simmonds
- Big Soup - (1997) - Mo'Wax
- Stop the Panic - (2000) - Astralwerks/Cooking Vinyl - En collaboration avec B. J. Cole (en)
- YosepH - (2003) - Warp Records
- Lover's Acid - (2005) - Planet Mu
- Chicago, Detroit, Redruth - (2007) - Planet Mu
- Moog Acid - (2007) - Lo Recordings—En collaboration avec Jean-Jacques Perrey
- Compilation Tracks for Which I Was Never Paid - (2007) - Personal (Stereo)
- Rodulate - (2008) - Rephlex Records—En collaboration avec Jeremy Simmonds
- We Hear You (en) - (2009) - Planet Mu
- Ridmik - (2014) - Hypercolour
- Bizarster - (2015) - Planet Mu
- Smell The Urgency (with Blu Rum 13) - (2017) - Besides Records
- Valvable - (2019) - I Love Acid[6]

#### Maxis et singles
- A Polished Solid - (1995) - Mo' Wax
- Do Unto Others - (1997) - Mo' Wax
- Drum 'n' Bass 'n' Steel - (1999) - Law & Auder—En collaboration avec BJ Cole
- Spring Collection - (2000) - Cooking Vinyl—En collaboration avec BJ Cole
- '95-'99 - (2000) - Planet Mu
- Homewerk - (2002) - Planet Mu
- Lover's Acid - (2005) - Planet Mu
- Moog Acid - (2006) - LoEB—En collaboration avec Jean-Jacques Perrey
- Mate Tron - (2007) - Planet Mu
- Halloween (Part 1) EP - (2014) - Hypercolour
- Halloween (Part 2) EP - (2015) - Hypercolour
- I Love Acid 003 - (2015) - I Love Acid
- I Love Acid 012 - (2016) - I Love Acid
- Orphans EP (with AFX) - (2017) - Warp Records
- Turn EP - (2018) - People Of Rhythm
- Arcadia EP - (2018) - De:tuned

#### Remixes
- Emotion Heater (Reheated by Luke Vibert) venant du maxi de The Gentle People - Emotion Heater - (1995) - Rephlex Records
- Ventolin (Deep Gong Mix) venant du maxi de Aphex Twin - Ventolin - (1995) - Warp Records
- MFP Chunks (Luke Vibert Remix) venant du maxi de The Mike Flowers Pops - The Freebase Connection - (1996) - Lo Recordings
- The Taut and the Tame (Luke Vibert Remix) venant du maxi de Tortoise - Taut and the Tame EP - (1996) - Thrill Jockey, City Slang
- Metronomic Underground (Luke Vibert Remix) venant du maxi de Stereolab - Metronomic EP - (1996) - Duophonic
- Atomic Moog 2000 (The Bomb) (Luke Vibert Remix) venant du maxi de Coldcut - Atomic Moog/Boot the System - (1997) - Ninja Tune
- Radio Babylon (Luke Vibert Remix) venant du maxi de Meat Beat Manifesto - Original Fire EP - (1997) - Nothing
- Breather (Luke Vibert Remix) venant du maxi de Laika - Almost Sleeping - (1997) - Too Pure
- Genius (Luke Vibert Mix) venant du maxi de Pitchshifter - Genius Single - (1998) - Geffen
- Godman (Wagon Christ Remix) venant du maxi de David Sylvian - Godman - (1999) - Virgin
- Tank (Luke Vibert Remix) venant de la compilation de remixes de Yoko Kanno et The Seatbelts - Cowboy Bebop Remixes: Music for Freelance - (1999) - Victor Entertainment
- Moore Shit (Remix by Luke Vibert) venant de la compilation de remixes sur des morceaux de Thurston Moore - Root - (1999) - Lo Recordings
- DJ Mink  - Hey, Hey, Hey (Can You Relate) (Luke Vibert Mix) venant de la compilation de remixes de WARP 10+3 Remixes - (1999) - Warp Records
- Metro Dade (Luke Vibert Mix) venant du maxi de Ko-Wreck Technique - Ko-Wrecktion Remixes - (2000) - Chocolate Industries
- François de Roubaix - Piti Piti Pas (Luke Vibert Mix) venant de la compilation de Cinemix - (2003) - Sido Music/Universal France

### Sous le pseudonyme Wagon Christ

#### Albums
- Phat Lab. Nightmare - (1994) - Rising High Records
- Throbbing Pouch - (1995) - Rising High Records
- Tally Ho! - (1998) - Astralwerks
- Musipal - (2001) - Ninja Tune
- Sorry I Make You Lush - (2004) - Ninja Tune
- Toomorrow - (2011) - Ninja Tune

#### Maxis/singles/EP
- Sunset Boulevard EP - (1994) - Rising High Records
- At Atmos EP - (1994) - Rising High Records
- Rissalecki EP - (1995) - Rising High Records
- Redone EP - (1995) - Rising High Records
- London Is A Country - (1997) - Electro Bunker Cologne
- The Power of Love - (1998) - Astralwerks
- Lovely - (1998) - Astralwerks
- Receiver - (2001) - Ninja Tune
- London Is A Country Remixes - (2001) - Hotel Lotte
- Ataride/Tomorrow Acid - (2001) - Ninja Tune
- Shadows - (2004) - Ninja Tune

#### Remixes
- Feel the Fire (Wagon Christ Electro Mix) venant du maxi de Rising High Collective - Feel The Fire / Wanna Move Ya Remixes - (1995) - Ascenscion
- Move Ya (Wagon Christ Movin Mix) venant du maxi de Rising High Collective - Feel The Fire / Wanna Move Ya Remixes - (1995) - Ascenscion
- Vacuum Sucker (Wagon Christ Remix) venant du maxi de Aural Expansion - Remixed Sheep - (1995) - Freezone/SSR
- Extreme Possibilities (Wagon Christ mix) venant du maxi de 2 Player - Extreme Possibilities EP - (1995) - Ninja Tune
- Blástjarnan (Wagon Christ Remix) venant du maxi de Nåid - Blástjarnan - (1995) - Beverage
- Turtle Soup (Wagon Christ Mix) venant du maxi de DJ Food - Refried Food - (1995) - Ninja Tune
- Red Demon Loco (Wagon Christ Remix) venant du maxi de Witchman - Main Vein EP - (1995) - Blue Angel
- Project One - Cheeba '95 I Like To Smoke Marijuana (Wagon Christ « Me Too » Mix) venant de la compilation Further Self Evident Truths - (1995) - Rising High
- Cranium HF - Bella Donna (Wagon Christ Junglish Mix) venant de la compilation Further Self Evident Truths - (1995) - Rising High
- Moloko - Lotus Eater (Wagon Christ Remix) venant de la compilation Further Self Evident Truths 3 - (1995) - Rising High
- Paraffin (Wagon Christ Vocal Mix) venant du maxi de Ruby (en) - Paraffin EP - (1995) - Sony/Creation
- Wimborne (Wagon Christ Remix) venant du maxi de MLO - Wimborne Revisited - (1995) - Rising High
- Extra (Wagon Christ Remix) venant du maxi de Ken Ishii - Extra EP - (1995) - R&S Records
- Face the Music (Wagon Christ Remix) venant du maxi de Osamu Sato - Equal EP - (1995) - Sony Japan
- The Lake of Winter (Wagon Christ Remix) venant du maxi de Nobukazu Takemura - Child's View Remixes - (1995) - Idyllic Records
- Spike (Wagon Christ Remix) venant du maxi de MLO - Sleeper EP - (1996) - Reflective
- Carwreck (Wagon Christ Mix) venant du maxi de Funki Porcini - Carwreck EP - (1996) - Ninja Tune
- God Bless (Wagon Christ Remix) venant du maxi de Lamb - God Bless EP - (1996) - Mercury UK
- 104 (Wagon Christ Remix) venant du maxi de Dub Tractor - 104 Remixes - (1997) - Additive
- This Life (Wagon Christ Mix) venant du maxi de Mandalay (en) - This Life Remixes - (1997) - V2
- Hopscotch (Wagon Christ Mix) venant du maxi de Howie B - Take Your Partner By the Hand - (1998) - Polydor UK
- Do It Again (Wagon Christ Mix) venant du maxi de April Stevens - Electro Lounge - (1998) - The Right Stuff
- Shin Triad (Wagon Christ Mix) venant du maxi de Squarepusher - Maximum Priest EP - (1999) - Warp Records
- Pillow (Wagon Christ Mix) venant du maxi de Capitol K - Pillow - (2002) - XL Recordings
- Donut (Wagon Christ Mix) venant du maxi de Tipper (en) - Donut - (2002) - Feul Records
- Radianations On The Rise (Wagon Christ Mix) venant du maxi de Super Collider - Radiations on the Rise EP - (2004) - Rise Robot Rise

### Sous le pseudonyme Plug

#### Albums
- Drum 'n' Bass for Papa - (1996) - Blue Angel/Blue Planet
- Back On Time - (2011) - Ninja Tune

#### Maxis
- Visible Crater Funk - (1995) - Rising High Records
- Rebuilt Kev - (1995) - Rising High Records
- Versatile Crib Funk - (1995) - Rising High Records
- Me & Mr. Sutton - (1997) - Blue Angel/Blue Planet
- Here It Comes EP - (2006) - Rewind

#### Remixes
- Totally Unintelligent (Plug Remix) venant du maxi de Jammin' Unit - Totally Unintelligent - (1996) - Rising High
- Asbestos Lead Asbestos (Plug Mix) venant du maxi de Meat Beat Manifesto - It's the Music - (1996) - Play It Again
- Smooth Helmet (pseudonyme d'une collaboration de Luke Vibert avec Michael Paradinas) - Smooth Helmet (Plug Mix) venant de la compilation Freezone 3 - Horizontal Dancing - (1996) - Freezone/SSR
- Strange (Plug Mix) venant du maxi de Bowling Green - Chaise Lounge EP - (1997) - Blue Planet
- The Perfect Drug (Plug Remix) venant du maxi de Nine Inch Nails - The Perfect Drug Versions - (1997) - Nothing Records
- The Mix (Plug Medley) venant de l'album de Boomish - Clearance Sale - (2000) - ESC
- Luxurious Automobile (Plug Mix) venant de l'album de remixes de Merzbow - Ikebana: Amlux Rebuilt, Reused And Recycled - (2003) - Important Records

### Sous le pseudonyme Kerrier District

#### Album
- Kerrier District - (2004) - Rephlex Records
- Kerrier District 4 - (2015) - Hypercolour

#### Maxi/EP
- Kerrier District 2 - (2006) - Rephlex Records
- Kerrier District 3 - (2011) - Sound Of Speed Japan

#### Remix
- Timing, Forget The Timing (Kerrier District Remix) venant du maxi de Black Devil - Disco Club (Remix) - (2004) - Rephlex Records

### Sous le pseudonyme Amen Andrews

#### Album
- Amen Andrews vs. Spac Hand Luke - (2006) - Rephlex Records
- News Of The World EP - (2017) - Blueberry Records

#### Maxis et singles
- Volume 01 - (2003) - Rephlex Records
- Volume 02 - (2003) - Rephlex Records
- Volume 03 - (2003) - Rephlex Records
- Volume 04 - (2003) - Rephlex Records
- Volume 05 - (2003) - Rephlex Records

### Sous le pseudonyme Spac Hand Luke

#### Album
- Amen Andrews vs. Spac Hand Luke - (2006) - Rephlex Records

#### Maxi
- Sidthug - (2006) - Rephlex Records

### Sous le pseudonyme The Ace of Clubs

#### Album
- Benefist - (2007) - Firstcask Records

#### Maxis
- Classid Trax - (2002) - Paperplane
- Rubber Chunks EP - (2007) - Firstcask Records

### Sous le pseudonyme ルーク・ヴァイバート

#### Album
- Rhythm - (2009) - Sound of Speed Japan

#### Maxis et singles
- Voix Des Reason EP - (2007) - Sound of Speed Japan
- Rhythm EP1 - (2008) - Sound of Speed Japan
- Rhythm EP2 - (2008) - Sound of Speed Japan
- Rhythm EP3 - (2009) - Sound of Speed Japan

### Sous le pseudonyme Luke Warm

#### Maxi
- Instant Vibe EP - (2014) - Blueberry Records